# Präsidium des 8. Deutschen Bundestages

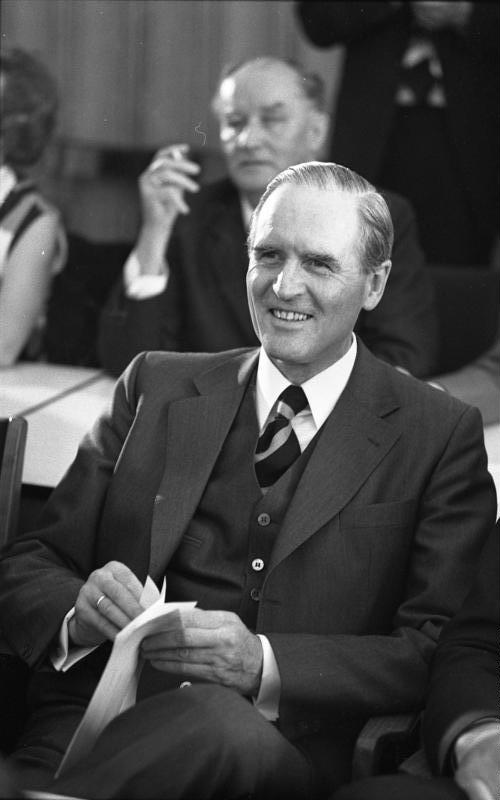
Karl Carstens

Das Präsidium des 8. Deutschen Bundestages bestand zunächst aus dem Bundestagspräsidenten Karl Carstens (CDU) sowie den vier Vizepräsidenten Annemarie Renger, Hermann Schmitt-Vockenhausen (beide SPD), Richard Stücklen (CSU) und Liselotte Funcke (FDP). Nachdem Karl Carstens zum Bundespräsidenten gewählt worden war, wurde Richard Stücklen Bundestagspräsident.

## Wahl des Präsidenten des Bundestages
Die Wahl des Bundestagspräsidenten fand in der konstituierenden Sitzung des am 3. Oktober 1976 neu gewählten Bundestags am 14. Dezember 1976 statt. Den Wahlvorgang leitete wie schon vier Jahre zuvor der Alterspräsident und Altbundeskanzler Ludwig Erhard (CDU). Da die Union nach der Bundestagswahl wieder die stärkste Fraktion stellte, hatte sie traditionell das Recht, den Bundestagspräsidenten zu stellen. Der Unions-Fraktionsvorsitzende Helmut Kohl schlug Karl Carstens vor. Er erhielt 346 der 516 abgegebenen Stimmen, was 67,05 % entsprach.

## Wahl der Vizepräsidenten
Die Wahl der Vizepräsidenten im Anschluss an die Wahl des Präsidenten statt. Es waren die bisherige Bundestagspräsidentin Annemarie Renger (SPD) sowie die bisherigen Vizepräsidenten Hermann Schmitt-Vockenhausen (SPD) und Liselotte Funcke (FDP) vorgeschlagen. Außerdem wurde Richard Stücklen (CSU) nominiert. Richard Jaeger, der mit einer Unterbrechung seit 1953 Bundestagsvizepräsident gewesen war, kandidierte nicht. Die Vorgeschlagenen wurden in einem zusammengefassten Wahlgang einstimmig gewählt.

## Veränderungen
Am 31. Mai 1979 legte Carstens, der am 23. Mai zum Bundespräsidenten gewählt worden war, sein Amt als Bundestagspräsident nieder. Am selben Tag wurde der bisherige Vizepräsident Richard Stücklen auf Vorschlag der CDU/CSU-Fraktion mit 410 von 469 Stimmen (87,42 %) zum Bundestagspräsidenten gewählt. Anschließend sollte Richard von Weizsäcker ins Präsidium gewählt werden. Die SPD beantragte jedoch, die Wahl von der Tagesordnung abzusetzen, da von Weizsäcker zu diesem Zeitpunkt auch Mitglied des Berliner Abgeordnetenhauses war. Die FDP pflichtete diesem bei. Am 21. Juni 1979 stand die Wahl von Weizsäckers zum Vizepräsidenten erneut auf der Tagesordnung. Diesmal wurde der Punkt nicht abgesetzt und es kam zur Abstimmung. Im Gegensatz zu den früheren Wahlen der Bundestagsvizepräsidenten fand jedoch eine geheime Abstimmung statt. Von Weizsäcker wurde mit 272 von 489 abgegebenen Stimmen gewählt.
Am 2. August 1979 starb Hermann Schmitt-Vockenhausen. Für ihn wurde am 12. September 1979 der SPD-Abgeordnete Georg Leber mit großer Mehrheit zum Bundestagsvizepräsidenten gewählt.
Liselotte Funcke wurde am 19. November 1979 in die Regierung von Nordrhein-Westfalen berufen. Daher verzichtete sie zum 23. November 1979 auf ihre Mitgliedschaft im Bundestag. Für sie wurde Richard Wurbs mit großer Mehrheit ins Präsidium gewählt.